# Rodolfo Orlandini
Rodolfo Orlandini (1. ledna 1905 – 24. prosince 1990) byl argentinský fotbalový záložník a trenér.

## Klubová kariéra
Orlandini hrál fotbal zprvu doma v Argentině za kluby Sportivo Buenos Aires a Estudiantil Porteño, než v roce 1930 odešel do Itálie, aby hrál za Janov CFC. Roku 1936, ke konci kariéry odešel do Francie, kde hrál za OGC Nice.

## Reprezentační kariéra
Orlandini hrál v roce 1928 na Olympijském fotbalovém turnaji, kde Argentina skončila druhá za Uruguayí.  V roce 1929 hrál na Mistrovství Jižní Ameriky, kterou vyhrála Argentina. Zúčastnil se také vůbec prvního Mistrovství světa v roce 1930, kde Argentina opět skončila druhá za Uruguayí.

## Trenérská kariéra
Po odchodu do hráčského důchodu v roce 1938 se Orlandini stal manažerem, trénoval kolumbijský národní tým během Kvalifikace na Mistrovství světa v roce 1958.